# 克拉斯诺布罗茨基
克拉斯诺布罗茨基（羅馬化：Krasnobrodskiy）是俄罗斯克麦罗沃州的市级镇，属于州辖市级镇，行政地位相当于区。该地位于托木河支流乌斯卡特河（Ускат）上游，地处克麦罗沃州西部，在州府克麦罗沃南偏东方。
该地2021年人口有11,218人；2010年人口11,919；2002年人口11,859；1989年人口12,663。